# لوثر بورتر جاكسون
لوثر بورتر جاكسون (بالإنجليزية: Luther Porter Jackson)‏ هو مؤرخ أمريكي، ولد في 1892 في ليكسينغتون في الولايات المتحدة، وتوفي في 1950.